# Stazione di Cupone
La stazione di Cupone è una fermata ferroviaria, ubicata lungo la ferrovia Avezzano-Roccasecca, a servizio di Cupone, località del comune di Capistrello nella Marsica.

## Storia
La fermata venne attivata il 6 agosto 1983.

## Strutture e impianti
Il fabbricato viaggiatori è di scarse dimensioni ed ospita una sala d'aspetto dotata di validatrice.
Nell'estate del 2022 la Stazione, insieme all'intera linea, è stata interessata da lavori di rinnovo dell'armamento e attrezzaggio propedeutico per l'installazione del sistema di segnalamento di ultima generazione di tipo ETCS Regional livello 2/3, che verrà ultimato negli anni successivi.

## Movimento
Il servizio è svolto da Trenitalia secondo contratto di servizio stipulato con la Regione Abruzzo. In totale sono circa 8 i treni che effettuano fermata giornaliera presso la stazione, con destinazioni principali Avezzano e Cassino.

## Servizi
- Sala d'attesa